# Antonija Mandir
Antonija Mandir, född 6 november 1995 i Vetlanda, är en svensk influerare, realitypersonlighet och Youtube-profil.  
Mandir slog igenom i dokusåpan Ex on the Beach där hon 2017 deltog i säsong 3 som spelades in på Mauritius. Hon startade sin Youtubekanal i mars 2017, kort efter sin medverkan i programmet, och i december 2022 hade den fått över 347 000 prenumeranter och över 152 miljoner visningar. På kanalen får man bland annat följa Mandirs vardag, mukbangs och Q&As. 
Under hösten 2021 medverkade hon i TV-serien Svenska powerkvinnor på TV3 där även Camilla Läckberg, Kristina "Keyyo" Petrushina, Laila Bagge och Mouna "Doktor Mouna" Esmaeilzadeh medverkade.
Medieakademin har återkommande listat Antonija Mandir som en av landets mäktigaste på sociala medier, 2022 var hon 25 mäktigast.